# Mistrzostwa NAIA w Zapasach w 2021
Mistrzostwa NAIA w zapasach rozegrane zostały w Park City w dniach 5–6 marca 2021 roku. Zawody odbyły się na terenie Hartman Arena.

## Wyniki

### Drużynowo
| Kolejność | Szkoła                          | Zespół         |
| --------- | ------------------------------- | -------------- |
| 1.        | Life University                 | Running Eagles |
| 2.        | Grand View University           | Vikings        |
| 3.        | Lindsey Wilson College          | Blue Raiders   |
| 4.        | Indiana Institute of Technology | Warriors       |
| 5.        | Cumberland University           | Phoenix        |
| 6.        | Reinhardt University            | Eagles         |
| 7.        | Southeastern University         | Fire           |
| 8.        | Thomas More University          | Saints         |

### All American

#### 125 lb
| Lp. | Zawodnik        | Szkoła         |
| --- | --------------- | -------------- |
| 1.  | Brandon Orum    | Life           |
| 2.  | Lucas Nelson    | Brewton–Parker |
| 3.  | Randy McCray    | Life           |
| 4.  | Justin Portillo | Grand View     |
| 5.  | Daniel Vargas   | Doane          |
| 6.  | Carter Cox      | Cumberland     |
| 7.  | Isaac Crowell   | Southeastern   |
| 8.  | Gage Hudson     | Cumberlands    |

#### 133 lb
| Lp. | Zawodnik          | Szkoła          |
| --- | ----------------- | --------------- |
| 1.  | Conner Gimson     | Indiana Tech    |
| 2.  | Esco Walker       | Cumberland      |
| 3.  | Matt Gimson       | Indiana Tech    |
| 4.  | Carson Taylor     | Grand View      |
| 5.  | Alex Pena         | Wayland Baptist |
| 6.  | Dominick Arellano | Baker           |
| 7.  | Mario Ybarra      | Concordia       |
| 8.  | Nick Kunz         | MSU–Northern    |

#### 141 lb
| Lp. | Zawodnik              | Szkoła         |
| --- | --------------------- | -------------- |
| 1.  | Baterdene Boldmaa     | Doane          |
| 2.  | Ryan Moore            | Thomas More    |
| 3.  | Tyree Johnson         | Life           |
| 4.  | Blake Mulkey          | Marian         |
| 5.  | Nick Henneman         | Lourdes        |
| 6.  | Austin Wallace-Lister | Warner Pacific |
| 7.  | Bryce Nickel          | Cumberlands    |
| 8.  | Trent Leon            | Reinhardt      |

#### 149 lb
| Lp. | Zawodnik          | Szkoła            |
| --- | ----------------- | ----------------- |
| 1.  | Andreus Bond      | Southeastern      |
| 2.  | Denver Stonecheck | Life              |
| 3.  | Marty Margolis    | Grand View        |
| 4.  | Jack Latimer      | Arizona Christian |
| 5.  | Anthony Maia      | Cumberland        |
| 6.  | John Fox          | York              |
| 7.  | Trevor Anderson   | Grand View        |
| 8.  | John Deiner       | Morningside       |

#### 157 lb
| Lp. | Zawodnik          | Szkoła         |
| --- | ----------------- | -------------- |
| 1.  | Nolan Saxton      | Reinhardt      |
| 2.  | Giovanni Bonilla  | Grand View     |
| 3.  | Wilder Wichman    | Thomas More    |
| 4.  | Derrick Smallwood | Lindsey Wilson |
| 5.  | Jack Bass         | Life           |
| 6.  | Tanner Abbas      | Grand View     |
| 7.  | Taygen Smith      | Hastings       |
| 8.  | Israel Casarez    | Graceland      |

#### 165 lb
| Lp. | Zawodnik          | Szkoła          |
| --- | ----------------- | --------------- |
| 1.  | Kyle Kirkham      | Southeastern    |
| 2.  | Frederick Padilla | Vanguard        |
| 3.  | Cole Smith        | Cumberland      |
| 4.  | Gavin Smith       | Campbellsville  |
| 5.  | Sid Ohl           | Life            |
| 6.  | Elias Vaoifi      | Missouri Valley |
| 7.  | Marcus Urban      | Dakota Wesleyan |
| 8.  | Kyle Caldwell     | Grand View      |

#### 174 lb
| Lp. | Zawodnik         | Szkoła         |
| --- | ---------------- | -------------- |
| 1.  | Brennan Swafford | Graceland      |
| 2.  | Asher Eichert    | Life           |
| 3.  | Casey Randles    | Grand View     |
| 4.  | Armon Fayyazi    | Vanguard       |
| 5.  | Isaiah Luellen   | Baker          |
| 6.  | Keegan Mulhill   | Eastern Oregon |
| 7.  | Chase Short      | MSU Northern   |
| 8.  | Noah Clary       | Lourdes        |

#### 184 lb
| Lp. | Zawodnik          | Szkoła          |
| --- | ----------------- | --------------- |
| 1.  | Eric Vermillion   | Indiana Tech    |
| 2.  | Tyson Beauperthuy | Midland         |
| 3.  | Ben Lee           | Grand View      |
| 4.  | Drew Sams         | Graceland       |
| 5.  | Baker Hadwan      | Life            |
| 6.  | Tyler Hall        | Lindsey Wilson  |
| 7.  | Trajan Hurd       | Lindsey Wilson  |
| 8.  | Hayden Wempen     | Missouri Valley |

#### 197 lb
| Lp. | Zawodnik          | Szkoła         |
| --- | ----------------- | -------------- |
| 1.  | Isaac Bartel      | MSU Northern   |
| 2.  | Trevor Lawson     | Lindsey Wilson |
| 3.  | Zane Lanham       | Life           |
| 4.  | Antonio Stewart   | Reinhardt      |
| 5.  | Diallo Matsimella | Life           |
| 6.  | Levi Perry        | Corban         |
| 7.  | Daulton Mayer     | Thomas More    |
| 8.  | Easton Rendleman  | Oklahoma City  |

#### 285 lb
| Lp. | Zawodnik         | Szkoła           |
| --- | ---------------- | ---------------- |
| 1.  | Brandon Reed     | Lindsey Wilson   |
| 2.  | Greg Hagan       | Grand View       |
| 3.  | Aaron Johnson    | Cumberlands      |
| 4.  | Patrick Depiazza | Cumberland       |
| 5.  | Joshua Isaac     | Missouri Valley  |
| 6.  | Jesse Pryor      | Southeastern     |
| 7.  | Noel Orozco      | Eastern Oregon   |
| 8.  | Maleek Caton     | Williams Baptist |